# Panatasa
Panatasa avagy Pantasesd (románul Păntășești) falu Romániában, a Partiumban, Bihar megyében.

## Fekvése
Cigányosd mellett fekvő település.

## Története
Panatasa korábban Cigányosd része volt. 1956-ban vált önálló településsé 203 lakossal. A 2002 évi népszámláláskor 198 lakosából 172 fő (86,9%) román, 26 fő (13,1%) pedig cigány volt.